# Vulpia fasciculata
Vulpia fasciculata là một loài thực vật có hoa trong họ Hòa thảo. Loài này được (Forssk.) Samp. miêu tả khoa học đầu tiên năm 1913.